# 第48裝甲軍 (德國國防軍)
第48裝甲軍（德語：XLVIII. Panzerkorps），是德國陸軍的一個裝甲軍，二戰期間在東線和西線參與了多場戰鬥。

## 戰鬥序列

### 第48摩托化軍
1941年6月（巴巴羅薩行動）
- 第11裝甲師
- 第16裝甲師
- 第16步兵師（摩托化）
- 第612砲兵司令部
- 第619砲兵司令部
- 軍團工作人員和支持單位

### 第48裝甲軍
1942年8月（藍色方案）
- 第14裝甲師
- 第24裝甲師
- 第29步兵師
- 第108砲兵司令部
- 軍團工作人員和支持單位

1942年11月
- 第22裝甲師
- 羅馬尼亞第1裝甲師

1942年12月（在斯大林格勒戰役中失敗後重組）
- 第11裝甲師
- 第336步兵師
- 第384步兵師參謀部
- 第7空軍野戰師
- 第108砲兵司令部
- 軍團工作人員和支持單位

1943年7月（堡壘行動）
- 第3裝甲師
- 第11裝甲師
- 大德意志裝甲擲彈兵師
- 第167步兵師
- 第132砲兵司令部
- 第144砲兵司令部
- 軍團工作人員和支持單位

1943年12月
- SS第1裝甲師
- SS第2裝甲師
- 第1裝甲師
- 第8裝甲師
- 第19裝甲師
- 第108砲兵司令部
- 軍團工作人員和支持單位